# No-Communication-Theorem
Das No-Communication-Theorem ist ein Satz aus der Quanteninformationstheorie, der besagt, dass Messungen an einem quantenmechanischen Teilsystem nicht benutzt werden können, um Informationen zu einem anderen Teilsystem zu übertragen.
Dies gilt selbst dann, wenn sich das System in einem verschränkten Zustand befindet.
Mithilfe der Bellschen Ungleichung konnten Verletzungen des lokalen Realismus gezeigt werden.
Das No-Communication-Theorem ist nun wichtig, um zu verstehen, dass diese nicht-lokalen Korrelationen dennoch nicht benutzt werden können, um überlichtschnell zu kommunizieren.
In Anlehnung an Einsteins Einwurf der „spukhaften Fernwirkung“ (EPR-Paradoxon) könnte man das No-Communication-Theorem grob als „es gibt keine spukhafte Fernkommunikation“ zusammenfassen.
Die Kausalität wird durch diese Art von Messungen folglich nicht verletzt.

## Erklärung am Beispiel verschränkter Photonen
Als Beispiel betrachten wir als System ein Photonenpaar (oder Elektronenpaar), das in einem verschränkten Zustand präpariert wird – genauer gesagt im Singulett-Zustand {\displaystyle |\psi \rangle ={\tfrac {1}{\sqrt {2}}}\left(|{\mathord {\uparrow }}{\mathord {\downarrow }}\rangle -|{\mathord {\downarrow }}{\mathord {\uparrow }}\rangle \right)}.
Die beiden Teilchen werden nun zu zwei räumlich weit voneinander entfernten Beobachtern, Alice und Bob, geschickt.
Alice dreht ihren Detektor um den Winkel α und Bob um den Winkel β (zur z-Achse).
Die Wahrscheinlichkeiten der Messungen von |↑⟩ und |↓⟩ lassen sich mithilfe der Quantenmechanik zu folgenden Ergebnissen berechnen:
|             | Alice misst ↑                                                                                            | Alice misst ↓                                                                                              |
| ----------- | --- | --- |
| Bob misst ↑ | {\displaystyle p_{\uparrow \uparrow }={\frac {1}{2}}\sin ^{2}\left({\frac {\alpha -\beta }{2}}\right)}   | {\displaystyle p_{\downarrow \uparrow }={\frac {1}{2}}\cos ^{2}\left({\frac {\alpha -\beta }{2}}\right)}   |
| Bob misst ↓ | {\displaystyle p_{\uparrow \downarrow }={\frac {1}{2}}\cos ^{2}\left({\frac {\alpha -\beta }{2}}\right)} | {\displaystyle p_{\downarrow \downarrow }={\frac {1}{2}}\sin ^{2}\left({\frac {\alpha -\beta }{2}}\right)} |

Bemerkt sei zu obiger Tabelle, dass die Wahrscheinlichkeiten natürlich nur vom Differenzwinkel α − β abhängen, weil es keine ausgezeichnete Raumrichtung gibt, und dass für die Summe aller Wahrscheinlichkeiten p↑↑ + p↓↑ + p↑↓ + p↓↓ = 1 gilt.
Diese Wahrscheinlichkeiten bestätigen sich sehr gut im Experiment, selbst wenn man die Detektorwinkel α und β erst wählt, während die Teilchen auseinanderfliegen.
Wenn die Teilchen weit genug voneinander entfernt sind, dann kann kein Signal, das sich mit Lichtgeschwindigkeit oder langsamer bewegt, Informationen (bzgl. Detektorwinkel oder Messergebnis) rechtzeitig zum anderen Teilsystem (oder zurück zur Quelle) kommunizieren.
So kann gezeigt werden, dass es Korrelationen zwischen den Messergebnissen bei Alice und Bob gibt, die sich nicht durch eine gemeinsame Vergangenheit des Photonenpaares erklären lassen.
Für Details hierzu siehe Bellsche Ungleichung.
Betrachten wir die Wahrscheinlichkeit für Alice, |↑> zu messen, so erhalten wir:
{\displaystyle p_{\uparrow }^{A}=p_{\uparrow \uparrow }+p_{\uparrow \downarrow }={\frac {1}{2}}\sin ^{2}\left({\frac {\alpha -\beta }{2}}\right)+{\frac {1}{2}}\cos ^{2}\left({\frac {\alpha -\beta }{2}}\right)={\frac {1}{2}}}
Für fast alle Winkel ist also Alice’ Messergebnis (stochastisch) abhängig von Bobs Messergebnis, d. h., die Messergebnisse sind korreliert:
{\displaystyle p_{\uparrow }^{A}\cdot p_{\uparrow }^{B}\neq p_{\uparrow \uparrow }}
Dennoch ist die Wahrscheinlichkeit {\displaystyle p_{\uparrow }^{A}} unabhängig von β (also keine Funktion von β), d. h., Alice merkt nichts, wenn Bob seinen Detektor dreht.
Da weder Alice noch Bob sich aussuchen können, ob sie jeweils |↑⟩ oder |↓⟩ messen, erscheinen die Ergebnisse für beide völlig zufällig (je mit Wahrscheinlichkeit ½) und die Korrelationen werden ihnen erst auffallen, wenn sie sich nach dem Experiment wieder treffen, um ihre Aufzeichnungen zu vergleichen.
Keiner von beiden kann folglich irgendeine Messung an seinem Teilsystem zur Kommunikation mit dem anderen Teilsystem nutzen.
Dies ist die Essenz des No-Communication-Theorems.

## Allgemeiner Beweis
Ein allgemeinerer Beweis betrachtet einen quantenmechanischen Zustand ψ über einem Hilbertraum H aus zwei Teilsystemen {\displaystyle H=H_{A}\otimes H_{B}}, die jeweils Alice bzw. Bob zugänglich sind.
Weiterhin seien Ω(A) und Ω(B) Observablen, die nur auf HA bzw. HB wirken und entsprechende Eigenwerte λn haben:
{\displaystyle \Omega ^{(A)}|n^{(A)}\rangle =\lambda _{n}^{(A)}|n^{(A)}\rangle } und analog für Ω(B)
Weil Alice’ Observable Ω(A) nicht auf Bobs Teilsystem wirkt, kann man die Wirkung auf das Gesamtsystem beschreiben als {\displaystyle \Omega _{A}=\Omega ^{(A)}\otimes I^{(B)}}, wobei I(B) die Einheitsmatrix (bzw. die identischen Abbildung) ist.
Eine Messung von ΩA lässt nun das Gesamtsystem in einen Eigenzustand von ΩA kollabieren.
Berechnet man für diesen Eigenzustand mittels Bornscher Regel die Wahrscheinlichkeiten, für Bob die Messwerte {\displaystyle \lambda _{n}^{(B)}} zu erhalten, dann sind diese die gleichen wie für den ursprünglichen Zustand ψ.
Dies heißt, dass Bob aus der Statistik seiner Messwerte keinen Unterschied erkennen kann, ob Alice gemessen hat oder nicht.
Details dieser Rechnung finden sich im Artikel Quantenverschränkung.
Ein noch allgemeinerer Beweis betrachtet nicht nur reine quantenmechanische Zustände, sondern sogar Ensembles von Zuständen, die mit einem Dichteoperator {\displaystyle {\hat {\rho }}} dargestellt werden können.
Jede lokale Operation (inkl. Messung), die Alice auf ihrem Teilsystem durchführen kann, lässt sich demnach algebraisch wie folgt darstellen:
{\displaystyle P({\hat {\rho }})=\sum _{k}(A_{k}\otimes I^{(B)})^{*}\ {\hat {\rho }}\ (A_{k}\otimes I^{(B)})}
mit
{\displaystyle \sum _{k}A_{k}\,A_{k}^{*}=I^{(A)}}
Nun möchte man zeigen, dass Bob statistisch nicht unterscheiden kann, ob Alice die Operation {\displaystyle P({\hat {\rho }})} ausgeführt hat oder nicht.
Weil alle möglichen Messergebnisse und Wahrscheinlichkeiten für Bobs Oberservablen sich mittels Spur-Bildung von {\displaystyle {\hat {\rho }}} errechnen lassen, muss man hierzu {\displaystyle \operatorname {Spur} _{H_{A}}(P({\hat {\rho }}))=\operatorname {Spur} _{H_{A}}({\hat {\rho }})} zeigen.
Es handelt sich um eine Partialspur {\displaystyle \operatorname {Spur} _{H_{A}}}, weil nur über den Unterraum HA summiert wird.
Für Details dieser eher technischen Rechnung sei auf die Quelle verwiesen, wo auch der Einfluss einer relativistischen Betrachtung diskutiert wird.

## Bemerkungen
- Auch in der Quantenfeldtheorie lässt sich das No-Communication-Theorem unter der Voraussetzung zeigen, dass Alice und Bob raumartig getrennt sind.[6]
- Wenn das No-Cloning-Theorem nicht gälte, wäre überlichtschnelle Kommunikation möglich. Dies soll wie oben am Beispiel des Singulett-Zustands {\displaystyle |\psi \rangle ={\tfrac {1}{\sqrt {2}}}\left(|{\mathord {\uparrow }}{\mathord {\downarrow }}\rangle -|{\mathord {\downarrow }}{\mathord {\uparrow }}\rangle \right)} gezeigt werden: Wenn Alice eine „0“ senden will, führt sie eine Messung durch. Wenn sie eine „1“ senden will, misst sie nicht. Wenn sie misst, verschwindet die Superposition und die Wellenfunktion kollabiert in einen Eigenzustand, also entweder {\displaystyle |{\mathord {\uparrow }}{\mathord {\downarrow }}\rangle } oder {\displaystyle |{\mathord {\downarrow }}{\mathord {\uparrow }}\rangle }. Bob fertigt danach viele Kopien dieses Zustands an und misst seinerseits. Wenn er immer das gleiche Ergebnis (immer ↑ oder immer ↓) erhält, hatte er die bereits kollabierte Wellenfunktion und weiß, dass Alice eine „0“ senden wollte. Misst er ↑ oder ↓ je mit Wahrscheinlichkeit ½, dann wollte Alice eine „1“ senden.
- Wenn die Bornsche Regel nicht gälte, wäre überlichtschnelle Kommunikation möglich.[7]
- Wenn {\displaystyle P({\hat {\rho }})} auch nichtlokale Wechselwirkung zwischen A und B erlaubt, dann ist obiger Beweis nicht gültig. Dies kann aber behoben werden, wenn gewisse Kommutatorrelationen angenommen werden.[8]